# Guo Dalu
Guo Dalu (xinès simplificat: 郭大路).(Xinjiang 1979  -) Guionista i director de cinema xinès.

## Biografia
Guo Dalu, de nom real Hu Jia (胡笳)  va néixer el 1979 a Xinjiang (Xina). Va créixer a Shanghai  i més tard va marxar a França per estudiar cinema.
Va iniciar la seva trajectòria com a cineasta, l'any 2014 amb el film Dance with Me,  que va ser seleccionat en el FIRST International Film Festival de Xining, on va  ser nominada a com a millor director. El 2017, The Taste of Betel Nut va ser seleccionada  en el Festival Internacional de Cinema d’Hong Kong (HKIFF), i va obtenir el premi a la Millor Pel·lícula en el Festival Internacional de Cinema de Seattle; també es va projectar a la secció Panorama del Festival Internacional de Cinema de Berlín.
El 2023 va presentar Within (夹缝之间) al Festival Internacional de Cinema de Shanghai. La pel·lícula està produïda per Tianjin Xintai Culture Media Co.,  i Beijing Xingguang Yaolai Culture Media Co., Ltd. i protagonitzada per l'actriu Tao Xinran en el paper de Li Qingcao i  l'actor Zhao Bingrui com Han Yan.
Va ser projectada a la Secció Especial del Asian Film Festival Barcelona de 2024.
La pel·lícula narra la recerca policial duta a terme per l’inspector Han, per a fer front a la troballa de les restes d’una nena d’uns deu anys a prop d’un edifici escolar en demolició. Paral·lelament, en la mateixa ciutat, Li Qingcao, una mare soltera, lluita amb la burocràcia per a escolaritzar a la seva filla. La trama dona un gir quan es revela que Li Qingcao i l’inspector Han comparteixen un fosc secret. El misteri explora el fenomen dels “nens sobrants” a la Xina, aquells nascuts en zones rurals i deixats a cura de tercers mentre els seus pares busquen treball a les ciutats.  Ambientada a la Xina moderna, el director planteja dues històries aparentment separades; una història inclou una mare soltera  que porta tota una vida cansada i que fa tot el possible per mantenir la seva filla de sis anys perquè pugui rebre l'educació que ella mai va tenir, i l'altra història segueix un detectiu silenciós però observador que busca pistes sobre qui podria haver assassinat un empleat de la seva antiga escola primària i el va ficar a una paret una dècada abans. El director uneix les dues narracions de manera delicada però deliberada, proporcionant la base per a un misteri que pot semblar fàcil de resoldre a la superfície quan, de fet, la veritat és molt més complexa que ens fan creure.
L'actriu Tao Xinran, parlant del temps que va necessitar per preparar la pel·lícula, va explicar que la història es basa en un fet real que va passar a l'escola de la seva mare.
El director Dalu Guo aconsegueix un equilibri entre el thriller i el drama social, convidant a la reflexió sobre un tema que continua suscitant polèmica a la Xina.